# Юрковиці (Поморське воєводство)
Юрковиці (пол. Jurkowice) — село в Польщі, у гміні Старий Тарґ Штумського повіту Поморського воєводства.
Населення — 345 осіб (2011).
У 1975-1998 роках село належало до Ельблонзького воєводства.

## Демографія
Демографічна структура станом на 31 березня 2011 року:
|          | Загалом | Допрацездатний вік | Працездатний вік | Постпрацездатний вік |
| -------- | ------- | ------------------ | ---------------- | -------------------- |
| Чоловіки | 182     | 40                 | 123              | 19                   |
| Жінки    | 163     | 39                 | 95               | 29                   |
| Разом    | 345     | 79                 | 218              | 48                   |